# Kazimiera Kutrzebianka
Kazimiera Klementyna Kutrzebianka (ur. 6 lutego 1896 w Jordanowie, zm. 8 września 1960 tamże) – historyk sztuki, inwentaryzatorka zabytków, współautorka Katalogu zabytków sztuki w Polsce.
Kazimiera Kutrzebianka była starszą córką Wiktora Jana Kutrzeby, adwokata, historyka amatora i kolekcjonera, Honorowego Obywatela Miasta Myślenic oraz Laury Marii z Aleksandrowiczów (zm. 1922). W 1907 roku rozpoczęła naukę w Prywatnym Gimnazjum Żeńskim H. Strażyńskiej w Krakowie i zamieszkała w tamtejszym internacie. Egzamin dojrzałości złożyła w czerwcu 1914 roku, jednak studia na Wydziale Filozoficznym Uniwersytetu Jagiellońskiego rozpoczęła dopiero po I wojnie światowej, w październiku 1919 roku. Ukończyła je w 1924 roku, zaś dwa lata później uzyskała stopień doktora filozofii, po obronie rozprawy Gobeliny ze scenami wojny trojańskiej w katedrze krakowskiej na Wawelu, napisanej pod kierunkiem profesora Juliana Pagaczewskiego.
Po zakończeniu studiów powróciła do rodzinnego Jordanowa i, z braku możliwości zatrudnienia w zawodzie, rozpoczęła pracę w kancelarii ojca. W 1928 roku ukazała się drukiem jej praca Dwa obrazy wotywne w kościele parafialnym w Jordanowie. W 1935 roku, we współpracy z wojewódzkim konserwatorem zabytków, Bohdanem Treterem, dokonała szczegółowych oględzin i opisów trzech kościołów: w Lubniu, Łętowni i Skomielnej Białej (spalonego 3 września 1939 roku). Do wybuchu II wojny światowej dokonała, w większości na zlecenie Muzeum Narodowego w Krakowie, inwentaryzacji zabytkowych obiektów na Spiszu i Orawie, udokumentowanych między innymi cyklem artykułów Z polskiego Spisza.
Podczas II wojny światowej Kazimiera Kutrzebianka musiała się ukrywać, ze względu na żydowskie pochodzenie matki. W 1943 roku zmarła jej młodsza siostra Zofia, rok później ojciec. Po zakończeniu działań wojennych rozpoczęła pracę inwentaryzatora zabytków dla celów opracowywanego przez Ministerstwo Kultury i Sztuki a później Instytut Sztuki Polskiej Akademii Nauk Katalogu zabytków sztuki w Polsce. Na jego potrzeby opracowała opisy powiatów myślenickiego i olkuskiego, a następnie, samodzielnie lub we współpracy, także pińczowskiego, opatowskiego, chełmskiego, mieleckiego, kolbuszowskiego, tomaszowskiego, gliwickiego i niżańskiego. W 1954 roku opublikowała w "Tygodniku Powszechnym" artykuł Sprawa ochrony zabytków. W roku następnym rozpoczęła prace inwentaryzacyjne w powiecie sanockim, gdzie weszła w konflikt z władzami regionalnymi i ludnością, przeciwnymi zachowaniu pamiątek połemkowskich. Po jego zażegnaniu powróciła w sanockie, współpracując z kustoszem Muzeum Ziemi Sanockiej, Aleksandrem Rybickim.
W 1956 roku odkryła w kościele w Dudyńcach gotycką figurkę św. Anny (obecnie w Muzeum Historycznym w Sanoku), którą osobiście odrestaurowała.  Dwa lata później została odznaczona Złotym Krzyżem Zasługi. W tym czasie, w związku z postępującą chorobą oczu, musiała zrezygnować z pracy terenowej. Została zatrudniona w Zbiorach Czartoryskich Muzeum Narodowego w Krakowie, gdzie pracowała do przejścia na emeryturę w 1960 roku. Wkrótce potem zmarła w Jordanowie i została pochowana na tamtejszym cmentarzu. W testamencie przekazała znaczną część swego majątku zgromadzeniu panien prezentek, z przeznaczeniem na cele dobroczynne, odziedziczony po ojcu zbiór numizmatów zaś Muzeum Narodowemu.